# 夕空晴れて!ひがのぼるです
夕空晴れて!ひがのぼるです（ゆうぞらはれてひがのぼるです）は、かつてニッポン放送の平日夕方の時間帯で放送されていたラジオ番組。パーソナリティは当時ニッポン放送のアナウンサーひがのぼる。放送期間は1977年10月3日から1984年4月6日まで。

## 放送時間
- 毎週月曜日 - 金曜日　17:10 - 18:00 （1977年10月3日 - 1979年9月28日）
- 毎週月曜日 - 金曜日　17:00 - 18:00 （1979年10月1日 - 1982年4月2日）
- 毎週月曜日 - 金曜日　17:00 - 17:50 （1982年4月5日 - 1983年10月7日）
- 毎週月曜日 - 金曜日　17:00 - 18:00 （1983年10月10日 - 1984年4月6日）

## 出演者
- パーソナリティ:ひがのぼる

## 概要
当番組は、ニッポン放送の平日夕方17時開始の新たなワイド番組として、1977年10月3日に始まった番組である。以来8年半に亘って続いたのち、1984年4月6日で番組は終了となったが、翌週1984年4月9日からは平日5時から7時のワイド番組『お早ようひがのぼるです』が新たにスタートし、番組枠を夕方から朝に移して、ひがのぼる（本名は比嘉憲雄）が引き続きパーソナリティを務めている。
放送開始当初は「ニュースダイナミックス（他の時間の「サンケイニュース」に相当）」はこの番組の前座で別番組であったが、のちに17時開始となるにあたり同番組をフロート番組として挿入するようになった。

## テーマ曲
- アール・クルー「Cabo Frio」

## 内包番組

### 1977年10月 -
- うきうき占いラッキードライブ
- ひがのぼるの三菱ダイヤモンドハイウェイ
- シントク・サテライトアワー
- 京成テレフォン10秒クイズ

### 1978年4月 -
- 財津一郎・男の純情
- ひがのぼるの三菱ダイヤモンドハイウェイ
- シントク・サテライトアワー
- 京成テレフォン10秒クイズ

### 1978年10月 -
- 財津一郎・男の純情
- ひがのぼるの三菱ダイヤモンドハイウェイ
- 京成テレフォン10秒クイズ

### 1979年4月 -
- 財津一郎・男の純情
- ひがのぼるの三菱ダイヤモンドハイウェイ
- それ行けナイター!激突・応援合戦
- 京成テレフォン10秒クイズ

### 1979年10月 -
- ニュースダイナミックス
- 天気予報
- 山城新伍の「新伍一番勝負!」
- マツダプレイタウン
- ひがのぼるの三菱ダイヤモンドハイウェイ
- 京成テレフォン10秒クイズ

### 1980年4月 -
- ニュースダイナミックス
- 天気予報
- 山城新伍の「新伍一番勝負!」
- プレイタウン
- ひがのぼるの三菱ダイヤモンドハイウェイ
- 京成テレフォン10秒クイズ

### 1980年10月 -
- ニュースダイナミックス
- 天気予報
- プレイタウン
- 山城新伍の「新伍一番勝負!」
- ひがのぼるの三菱ダイヤモンドハイウェイ
- はらたいらの日本全国まったいら

### 1981年4月 -
- ニュースダイナミックス
- 天気予報
- ニチラさわやかタウン
- 山城新伍の「新伍一番勝負!」
- ひがのぼるの三菱ダイヤモンドハイウェイ
- 夕空ポスト
- 中江真司の夕空かえり道

### 1981年10月 -
- ニュースダイナミックス
- 天気予報
- さわやかタウン
- 山城新伍の「新伍一番勝負!」
- ひがのぼるの三菱ダイヤモンドハイウェイ
- 夕空ポスト
- 近石真介のこんやどうする

### 1982年4月 -
- ニュースダイナミックス
- 天気予報
- 山城新伍の「新伍一番勝負!」
- ひがのぼるの三菱ダイヤモンドハイウェイ
- 夕空ポスト
- 近石真介のこんやどうする

### 1982年10月～
- ニュースダイナミックス
- 天気予報
- 山城新伍の「新伍一番勝負!」
- ひがのぼるの三菱ダイヤモンドハイウェイ
- 夕空ポスト
- 江本孟紀の100倍楽しくなる話

### 1983年4月 -
- ニュースダイナミックス
- 天気予報
- 山城新伍の「新伍一番勝負!」
- ひがのぼるの三菱ダイヤモンドハイウェイ
- 夕空ポスト
- 岸本加世子の言ってもいいかな?

### 1983年10月 -
- ニュースダイナミックス
- 天気予報
- 山城新伍の「新伍一番勝負!」
- ひがのぼるの三菱ダイヤモンドハイウェイ
- 聞き得コーナー
- 岸本加世子の言ってもいいかな?
- 江本孟紀・ズバッとど真ン中